# 허스트 캐슬

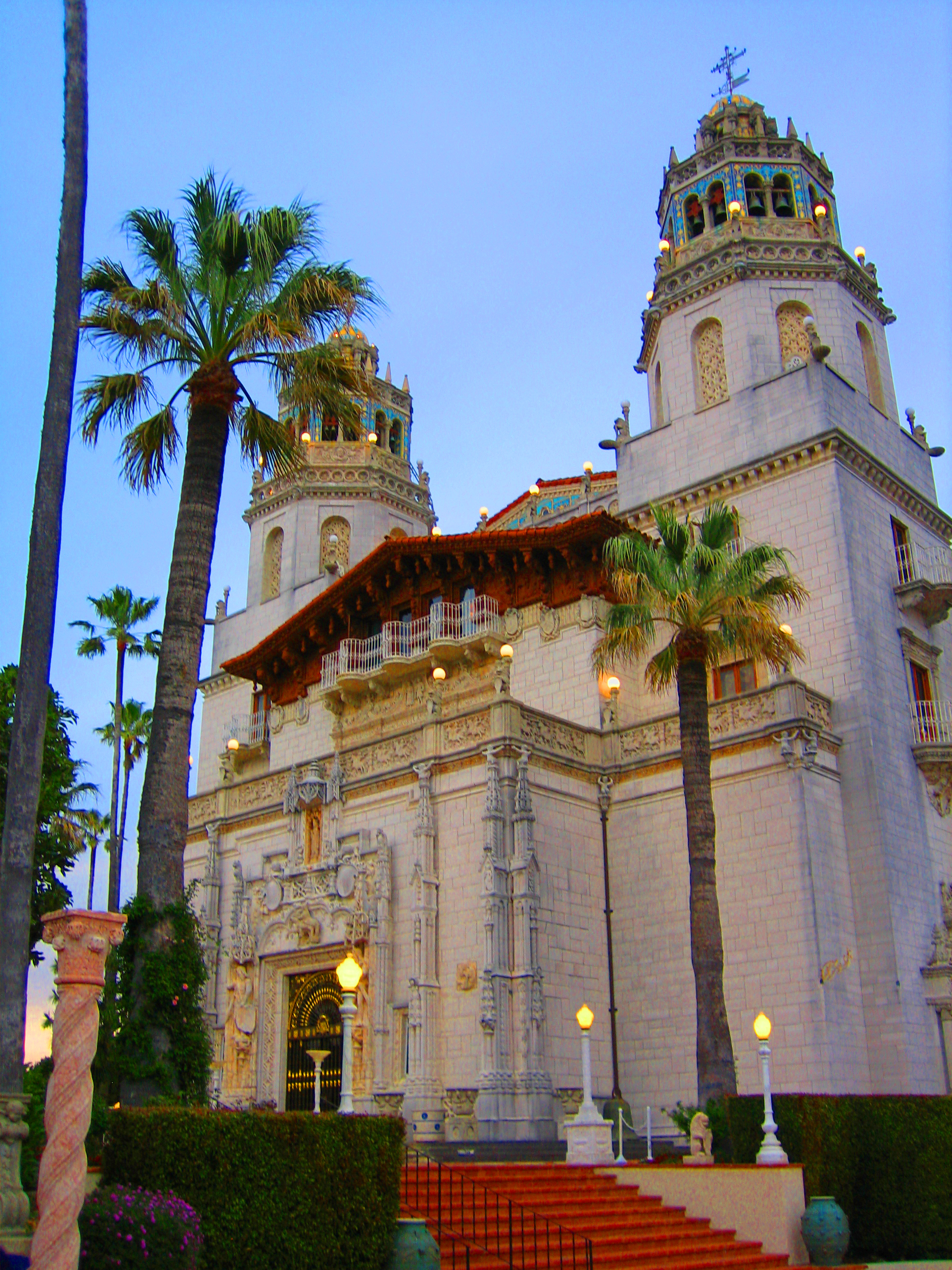

허스트 캐슬(Hearst Castle)은 건축가 줄리아 모건(Julia Morgan)이 디자인한 언론 재벌 윌리엄 랜돌프 허스트의 개인 집이다.
1919년 착공해서 1947년 완성된 허스트 캐슬은 미국 캘리포니아주 중부 해안가 언덕 위에 위치해 있다. 착공 당시 모든 건축 자재들을 유럽의 고대 건축물들을 해체해 지었으며 특히 1920년에는 스페인의 한 수도원 전체와 영국 웨일스의 800년 된 성 전체를 사들여 해체 후 지었다고 한다.
허스트 코퍼레이션(Hearst Corporation)이 1957년 캘리포니아주에 기부채납한 후, 입장료 수입으로 캘리포니아주 정부에서 관리하고 있으며, 매년 약 100만 명이 방문하고 있다.
허스트는 이 집을 라 꾸에스따 엔까따다(마법에 걸린 언덕: " The Enchanted Hill")라고 이름 지었지만, 사람들은 대농장, 혹은 산 시미온이라고 불렀다.

## 역사
허스트 성의 개인비행장을 통해 혹은 LA로부터 허스트가 소유의 열차를 타고 헐리우드와 엘리트 정치인들이 자주 방문하였다. 전성기인 1920년대부터 1930년대까지 허스트 성 초대장은 많은 이들의 선망과 동경의 대상이었다.
특히 많은 유명한 사람들이 이곳을 초대받았는데 찰리 채플린, 캐리 그랜트, 찰스 린드버그, 조안 크로포드, 클라크 게이블, 제임스 스튜어트, 레슬리 타운스 호프, 버나드 쇼, 캘빈 쿨리지, 프랭클린 루즈벨트, 그리고 윈스턴 처칠 등이 허스트 성을 방문했다.

## 파노라마

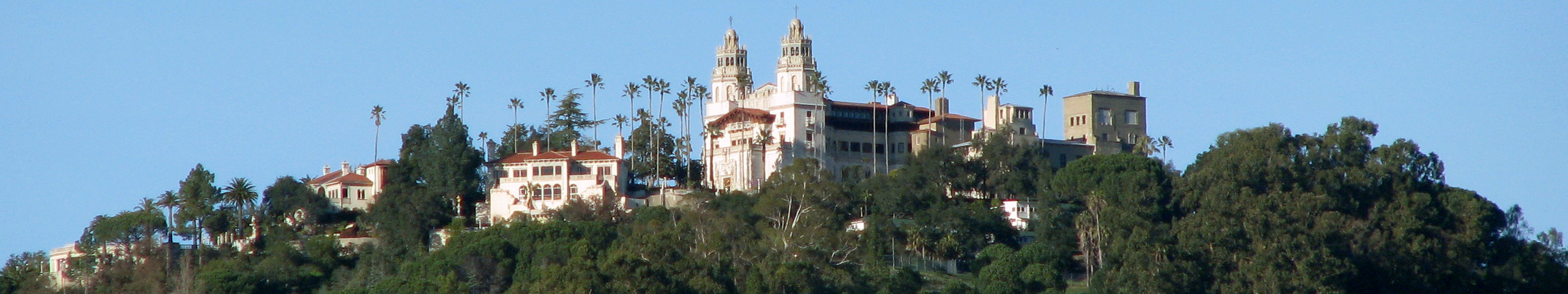